# Monteferrante
Monteferrante ist eine italienische Gemeinde (comune) mit 107 Einwohnern in der Provinz Chieti in den Abruzzen. Sie liegt etwa 47,5 Kilometer südsüdöstlich von der Provinzhauptstadt Chieti entfernt und gehört zur Comunità montana Valsangro.

## Geschichte
Im 12. Jahrhundert wurde die Gemeinde erstmals als Munt'frand erwähnt.